# ژوزه مورایس
ژوزه مورایس (زاده ۲۷ ژوئیه ۱۹۶۵) بازیکن سابق فوتبال و سرمربی کنونی فوتبال اهل آنگولا است.
او سابقه هدایت چونبوک موتورز، الهلال عربستان و سپاهان را در کارنامه خود دارد و با این سه تیم به قهرمانی نیز رسیده‌ است. همچنین مورایس در باشگاه‌های پورتو، رئال مادرید، چلسی و اینتر میلان دستیار اول ژوزه مورینیو بوده‌است.
مورایس در ژوئیه ۲۰۰۹ به اینترمیلان رفت تا جایگزین آندره ویلاس بواس در حال جدایی شود. این دو که توسط هموطن خود ژوزه مورینیو استخدام شدند، ظاهراً اولین بار در سال ۲۰۰۰ در بنفیکا ملاقات کردند.
پس از اینکه مورینیو قرارداد خود را با اینترمیلان فسخ کرد، مورایس در ژوئن ۲۰۱۰ به همراه مورینیو به رئال مادرید رفت. به همین ترتیب، او سپس در ژوئن ۲۰۱۳ پس از پایان مربیگری مورینیو با رئال مادرید، به همراه مورینیو عضو کادرفنی چلسی شد. او سپس به تنهایی در مقام سرمربی در آسیا موفق ظاهر شد
کسب دو عنوان قهرمانی کی لیگ با چونبوک موتورز در کره جنوبی و یک عنوان قهرمانی لیگ با الهلال عربستان از موفقیت‌های او بود.
او در ژوئن سال ۲۰۲۲ میلادی با عقد قراردادی سه ساله به مربیگری تیم سپاهان اصفهان منصوب شد.

## دوران بازی
دوران بازی مورایس آنگولایی الاصل در لیریا در سال ۱۹۸۴ آغاز شد. او دو فصل در آنجا ماند تا در سال ۱۹۸۶ به دراگوس ده آلفرده رفت و دو سال در آنجا بازی کرد. دوره بعدی او در اتلتیکو کلوب تنها یک سال به طول انجامید. در سال ۱۹۹۰، او به صورت قرضی به پراینزه رفت و سرانجام پس از فصل ۹۱–۱۹۹۰ در پنافیل بازنشسته شد و از دنیای فوتبال خداحافظی کرد.

## دوران مربیگری
مورایس با تیم جوانان بنفیکا در میان چندین باشگاه فوتبال در پرتغال، باشگاه سوئدی آسیریسکا، اسپرانس تونس و همچنین یک بار سمت سرمربیگری تیم ملی فوتبال یمن را داشت.
در ۱۳ ژوئیه ۲۰۰۶، مورایس به عنوان سرمربی الفیصلی عربستان پیوست.
او در ۱۶ دسامبر ۲۰۰۶ پس از شکست ۵–۱ مقابل الاتحاد باشگاه را ترک کرد.
مورایس در ۶ ژوئن ۲۰۱۴ به عنوان سرمربی جدید الشباب عربستان معرفی شد. او با شکست دادن النصر در ضربات پنالتی در اولین بازی خود به عنوان سرمربی الشباب عنوان قهرمانی سوپر جام فوتبال عربستان را به دست آورد. برای فصل ۱۵–۲۰۱۴، مورایس یک سال مرخصی گرفت تا سرمربی تیم الشباب عربستان شود و قبل از شروع فصل ۱۶–۲۰۱۵ لیگ برتر به چلسی بازگردد. در ۱۶ اوت ۲۰۱۸، مورایس به عنوان سرمربی کارپاتی لووف اوکراین منصوب شد.
در ۲۸ نوامبر ۲۰۱۸، مورایس بعد از توافق دوجانبه از مربیگری این تیم استعفا داد و به عنوان سرمربی تیم چونبوک موتورز منصوب شد.
او در هر دو فصل اول خود به دو عنوان قهرمانی کی لیگ رسید.
در دسامبر ۲۰۲۰، پس از فسخ قراردادش، چونبوک موتورز را ترک کرد.
در ماه مه ۲۰۲۱، مورایس قراردادی تا پایان فصل با باشگاه الهلال عربستان امضا کرد
او در فصل ۲۱–۲۰۲۰ موفق به کسب عنوان قهرمانی رقابت‌های  لیگ حرفه ای عربستان شد.
مورایس در ۲۴ ژوئن ۲۰۲۲، با عقد قراردادی سه ساله سرمربی سپاهان شد.
وی در اولین فصل حضور خود در سپاهان عملکرد خوبی داشت و در حالی که تا آخرین هفته از مدعیان قهرمانی لیگ برتر بشمار می‌رفت با ۶۵ امتیاز و یک امتیاز کمتر نسبت به پرسپولیس به مقام نایب قهرمانی لیگ برتر رسید.

## آمار مربیگری

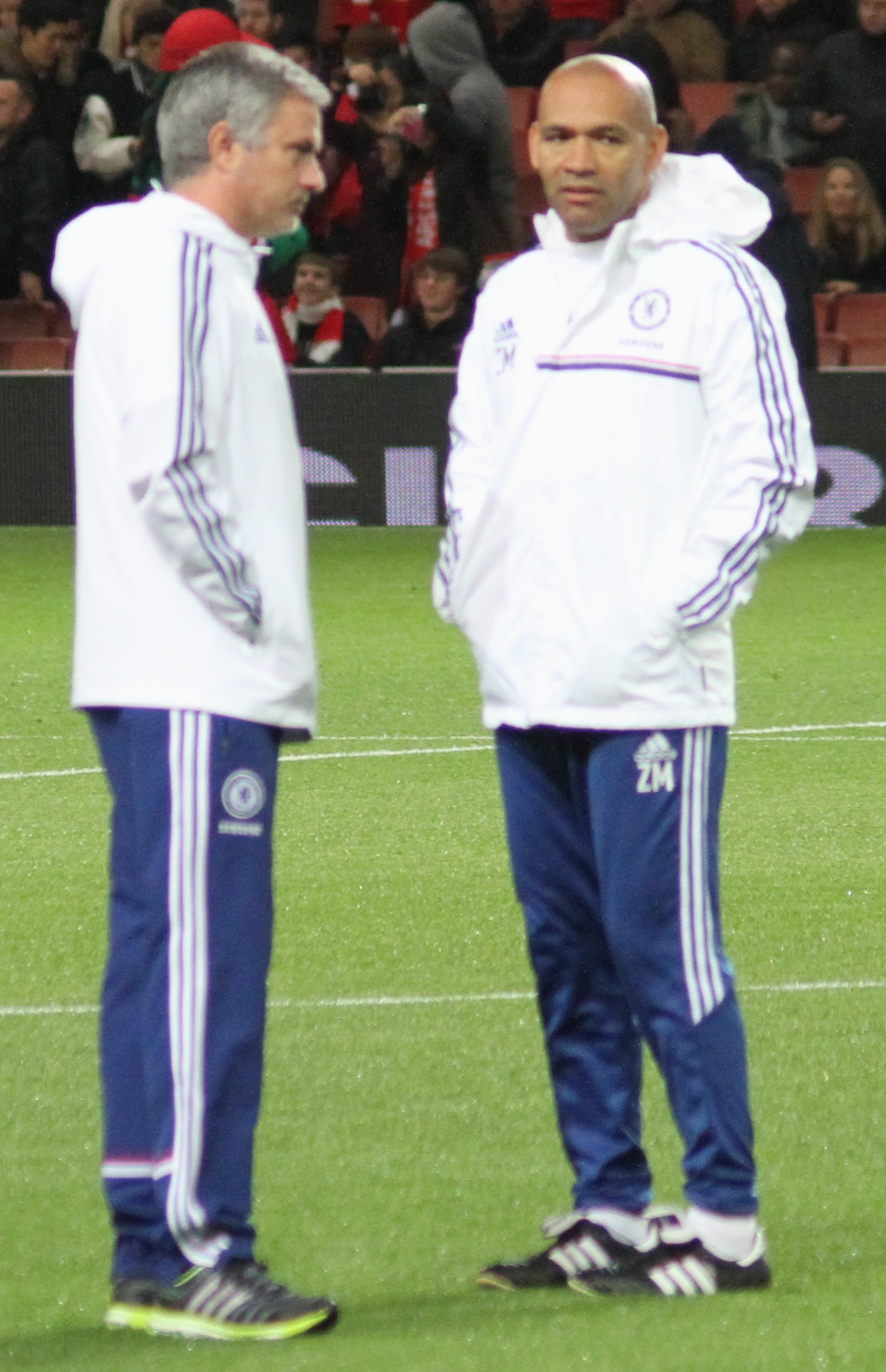
مورایس همراه با مورینیو در چلسی

تا تاریخ ۲۳ آوریل ۲۰۲۵
| تیم             | کشور          | از             | تا             | آمار | آمار | آمار  | آمار | آمار       |
| تیم             | کشور          | از             | تا             | بازی | برد  | مساوی | باخت | درصد برد % |
| --------------- | ------------- | -------------- | -------------- | ---- | ---- | ----- | ---- | ---------- |
| آسیریسکا        | سوئد          | ۲ ژانویه ۲۰۰۵  | ۲۳ اکتبر ۲۰۰۵  | ۲۶   | ۴    | ۲     | ۲۰   | ۰۱۵        |
| الفیصلی عربستان | عربستان سعودی | ۱۷ ژوئیه ۲۰۰۵  | ۱۶ دسامبر ۲۰۰۶ | ۱۷   | ۳    | ۵     | ۹    | ۰۱۸        |
| اسپرانس تونس    | تونس          | ۱۷ نوامبر ۲۰۰۸ | ۸ مارس ۲۰۰۹    | ۱۹   | ۱۴   | ۲     | ۳    | ۰۷۴        |
| الشباب عربستان  | عربستان سعودی | ۶ ژوئن ۲۰۱۴    | ۱۵ اکتبر ۲۰۱۴  | ۷    | ۵    | ۱     | ۱    | ۰۷۱        |
| آنتالیااسپور    | ترکیه         | ۶ ژانویه ۲۰۱۶  | ۶ اکتبر ۲۰۱۶   | ۲۸   | ۹    | ۷     | ۱۲   | ۰۳۲        |
| آ.ا. ک آتن      | یونان         | ۱۸ اکتبر ۲۰۱۶  | ۱۸ ژانویه ۲۰۱۷ | ۱۴   | ۳    | ۸     | ۳    | ۰۲۱        |
| بارنزلی         | انگلستان      | ۱۶ فوریه ۲۰۱۸  | ۶ مه ۲۰۱۸      | ۱۵   | ۳    | ۴     | ۸    | ۰۲۰        |
| کارپاتی لووف    | اوکراین       | ۱۶ اوت ۲۰۱۸    | ۲۸ نوامبر ۲۰۱۸ | ۱۱   | ۴    | ۳     | ۴    | ۰۳۶        |
| چونبوک موتورز   | کره جنوبی     | ۱ ژانویه ۲۰۱۹  | ۶ دسامبر ۲۰۲۰  | ۸۵   | ۵۱   | ۲۱    | ۱۳   | ۰۶۰        |
| الهلال عربستان  | عربستان سعودی | ۷ مه ۲۰۲۱      | ۳۱ مه ۲۰۲۱     | ۴    | ۳    | ۱     | ۰    | ۰۷۵        |
| سپاهان اصفهان   | ایران         | ۲۴ ژوئن ۲۰۲۲   | ۲ نوامبر ۲۰۲۴  | ۸۸   | ۵۲   | ۱۷    | ۱۹   | ۰۵۹        |
| بدروم اسپور     | ترکیه         | ۷ فوریه ۲۰۲۵   | تاکنون         | ۱۲   | ۶    | ۳     | ۳    | ۰۵۰        |
| مجموع           | مجموع         | مجموع          | مجموع          | ۳۲۶  | ۱۵۷  | ۷۴    | ۹۵   | ۰۴۸        |

## زندگی شخصی
او در اردیبهشت ۱۴۰۳ اعلام کرد که به دین اسلام گرویده است.

## افتخارات

### به عنوان مربی
اسپرانس تونس
- لیگ دسته اول فوتبال تونس: ۱۰–۲۰۰۹

الشباب عربستان
- سوپر جام فوتبال عربستان: ۲۰۱۴

چونبوک هیوندای موتورز
- کی لیگ: ۲۰۱۹، ۲۰۲۰
- اف ای کاپ کره جنوبی: ۲۰۲۰

الهلال عربستان
- لیگ حرفه‌ای فوتبال عربستان: ۲۱–۲۰۲۰

سپاهان
- جام حذفی فوتبال ایران: ۰۳–۱۴۰۲

### جوایز انفرادی
- بهترین مربی کی لیگ: ۲۰۱۹